# Église Saint-Nicolas de Myre

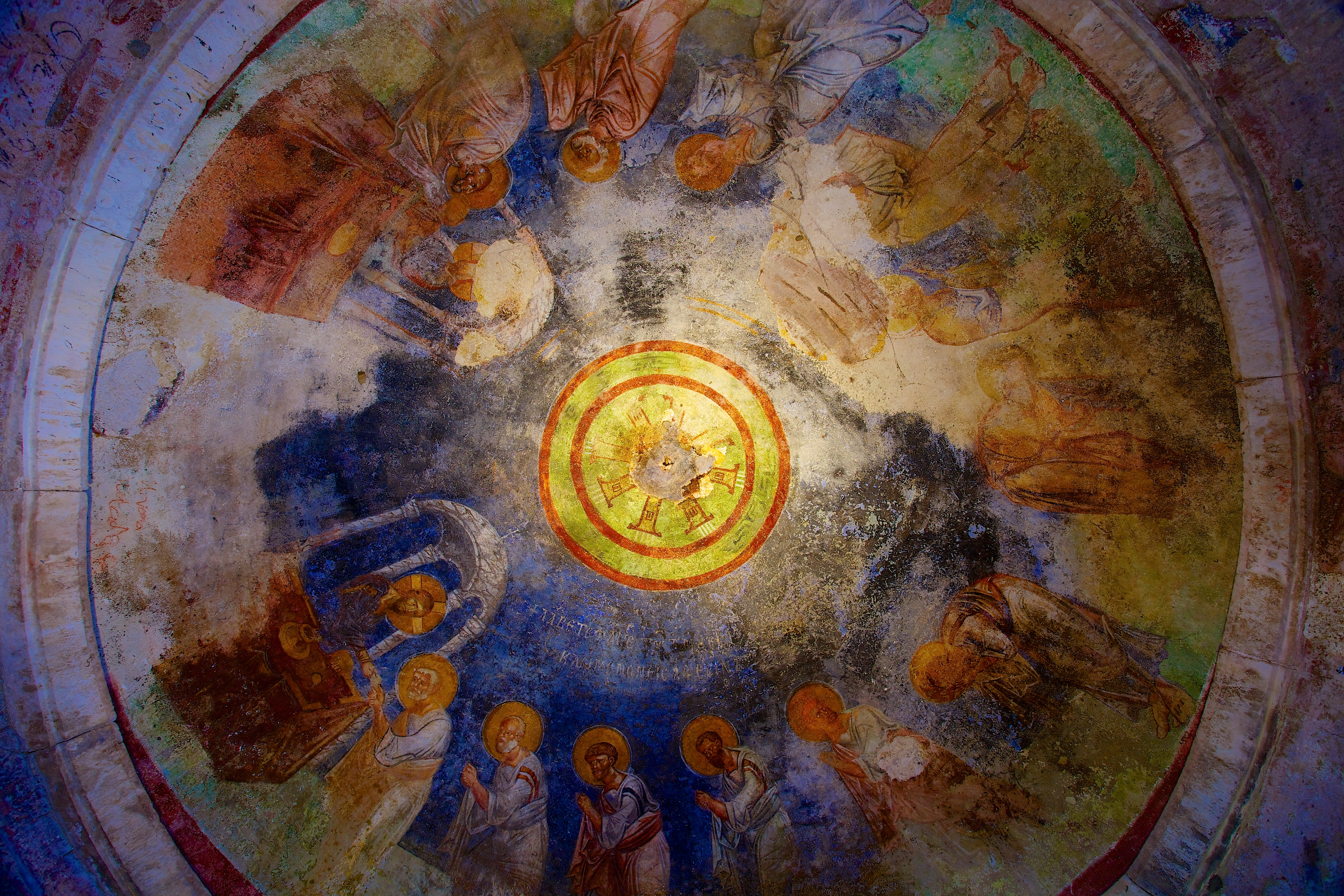
Fresque au plafond de l'église Saint-Nicolas.

Pour les articles homonymes, voir Église Saint-Nicolas.
L'église Saint-Nicolas de Myre (en turc : Noel Baba Kilisesi) est une ancienne église byzantine construite en l’honneur de Saint Nicolas, un évêque anatolien, dans un contexte multiculturel. L’église est située dans l'actuelle ville de Demre (autrefois Myre), dans la province d'Antalya en Turquie. Construite au VIe siècle, soit deux siècles après la mort de Saint Nicolas, ayant vécu au IVe siècle, entre env. 270 et 343. Après le développement de la christianisation de la région, l’église est devenue un important centre de pèlerinage pour les fidèles de toutes ses communautés chrétiennes, comprenant des Lyciens, des minorités grecques et romaines qui ont cohabité aux côtés des populations indigènes, jusqu'à leur fuite lors de la Grande Catastrophe de 1923. 
Elle a peut-être été le lieu d'inhumation de l’évêque saint Nicolas de Myre, un Lycien d’origine anatolienne ayant vécu au IVe siècle sous l’Empire romain, restant influencé par la culture hellénistique (sans pour autant être considéré comme étant issu de la population grecque , mais anatolienne de l’époque). Il reste une figure historique et culturelle majeure pour le patrimoine universel, tout particulièrement pour les chrétiens orthodoxes et catholiques du monde entier  et de la région. Il représente également pour de nombreux Turcs, indépendamment de leur confession, l’un de leurs héritages précieux, liés aux anciens peuples d’Anatolie. L'église est inscrite sur la liste indicative du patrimoine mondial de Turquie.

## Histoire
L'église actuelle est construite au VIe siècle sur les fondations d'une ancienne église où saint Nicolas a officié comme évêque. Attaquée par les Arabes au VIIe siècle, l'église est reconstruite dans sa forme actuelle au siècle suivant. Elle est une nouvelle fois attaquée par les Arabes en 1034 avant d'être restaurée onze ans plus tard par l'empereur byzantin Constantin IX. Un monastère est alors construit dans les environs. L'église Saint Nicolas restaurée en 1862 par l'empereur de Russie Nicolas Ier, qui y aurait ajouté un clocher et apporté plusieurs modifications à l'architecture byzantine de l'édifice. L'église est utilisée pour le culte jusqu'au départ forcé de la communauté grecque orthodoxe de Demre lors de la Grande Catastrophe de 1923. L'église Saint-Nicolas est considérée comme le troisième édifice byzantin le plus important d'Anatolie. Elle est connue pour ses fresques et son importance architecturale et religieuse. L'arcade de l'annexe nord-est de l'édifice comporte d'anciennes fresques dépeignant la vie de saint Nicolas.

## Architecture
Le sol de l'église, situé plusieurs mètres en deçà du niveau de la rue, possède divers motifs en mosaïque. Les murs comportent plusieurs peintures.
L'église possède trois collatéraux, dont deux mènent à des chapelles situées à leur extrémité est. Un synthronon se trouve dans la nef. L'abside possède un passage couvert.
L'autel en pierre est entouré de quatre colonnes brisées. En revanche, le narthex et l'exonarthex sont en bon état de conservation.

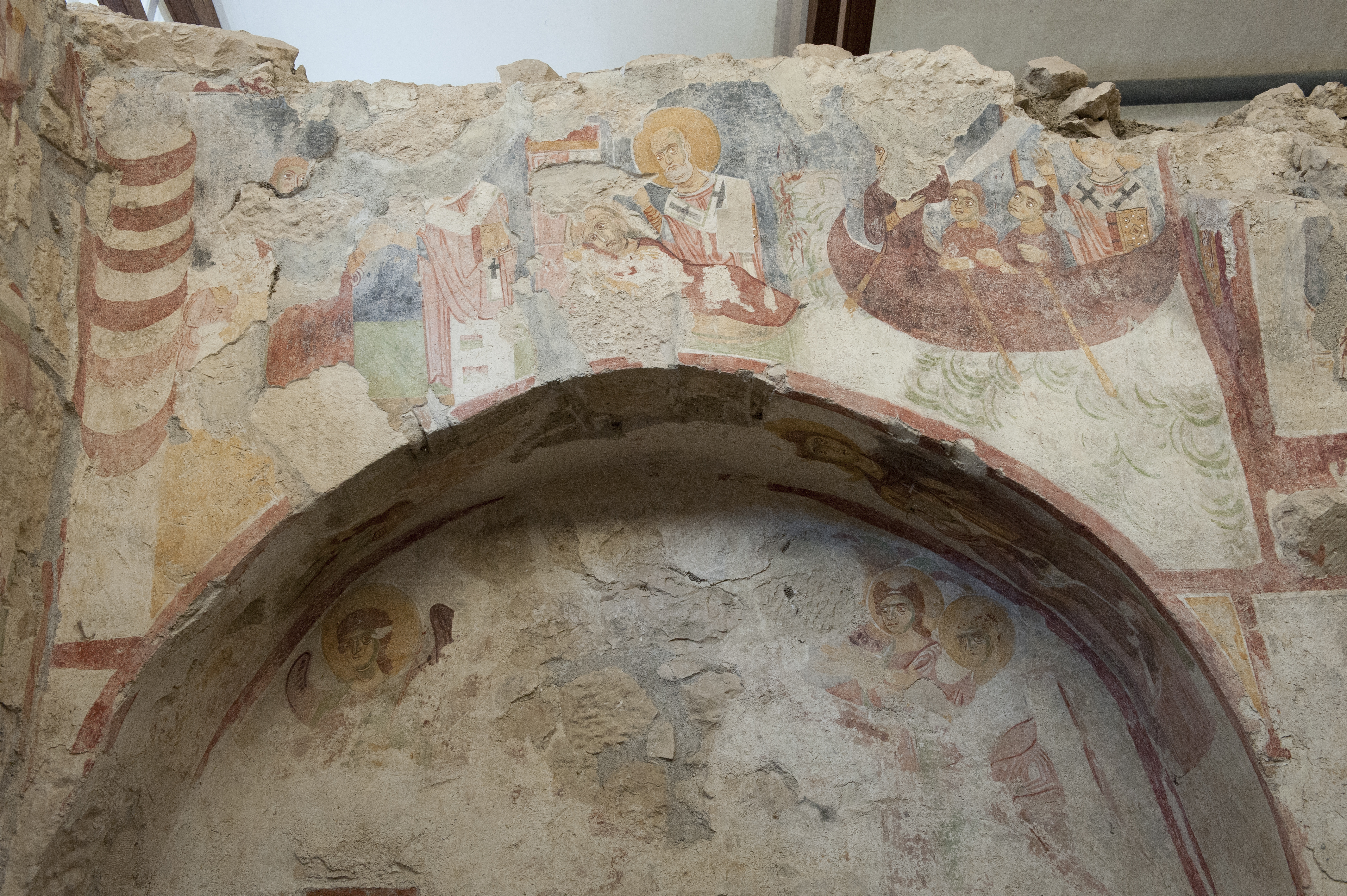
Fresque de saint Nicolas
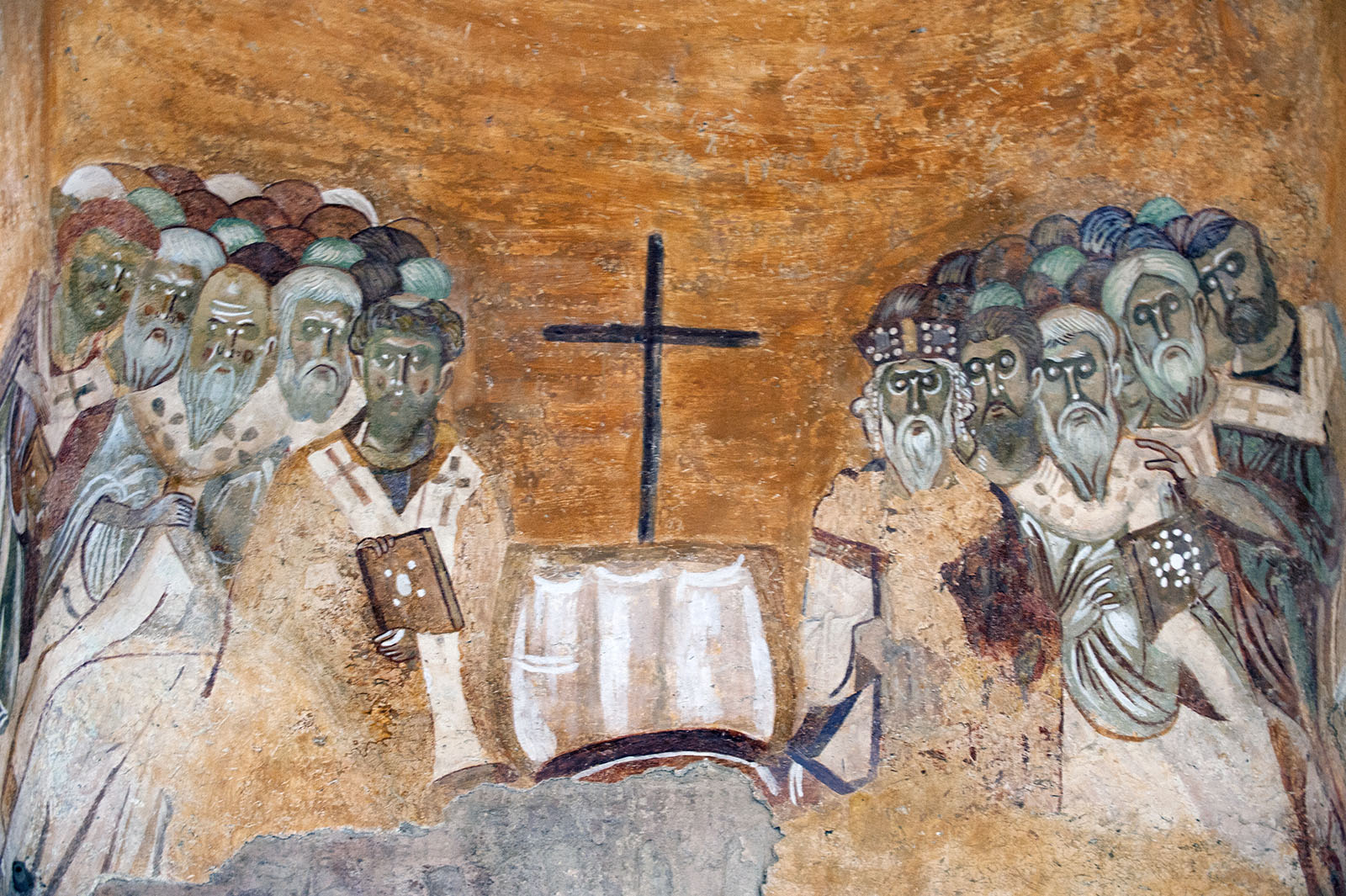
Fresque de saint Nicolas
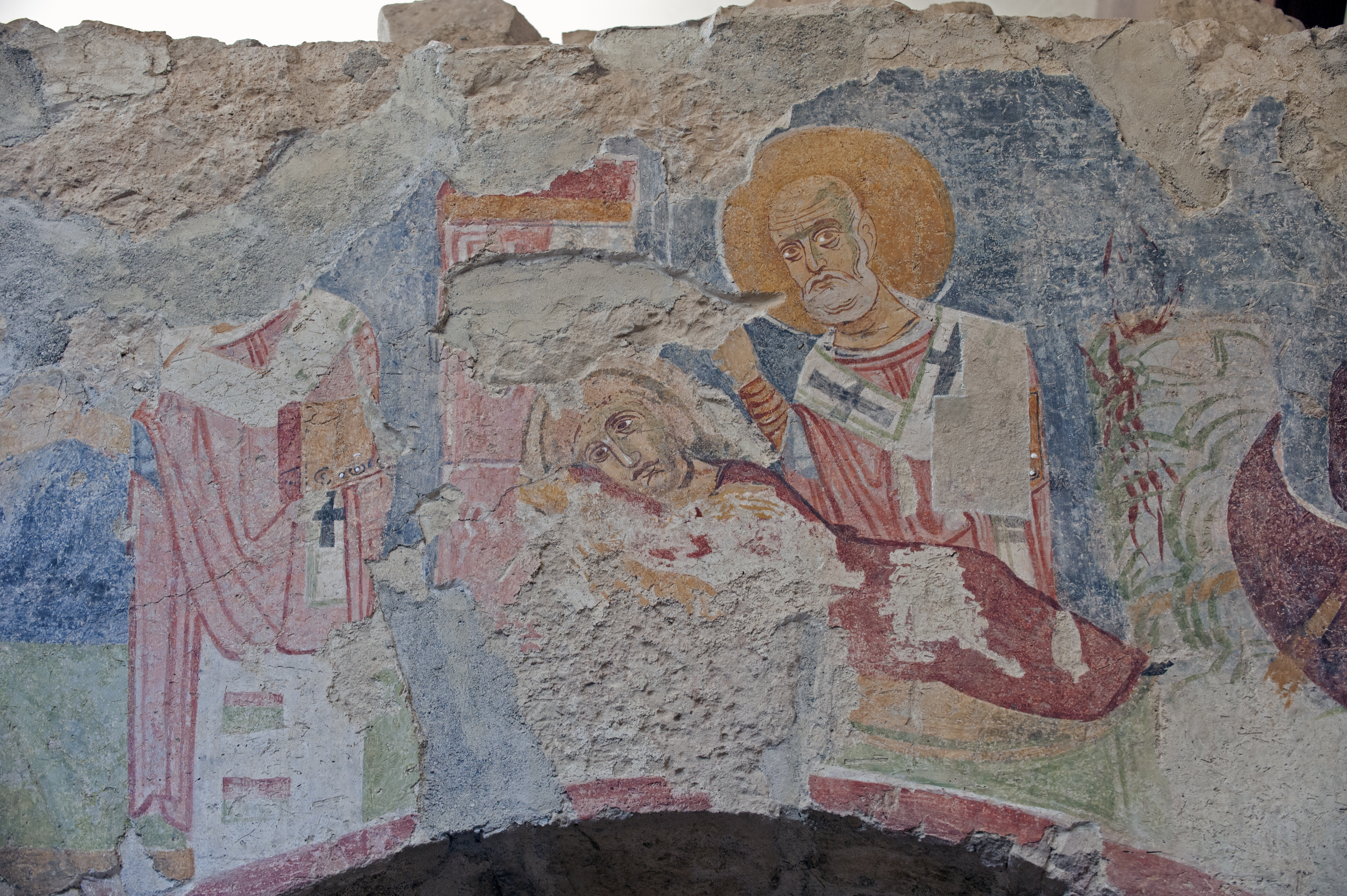
Fresque de saint Nicolas
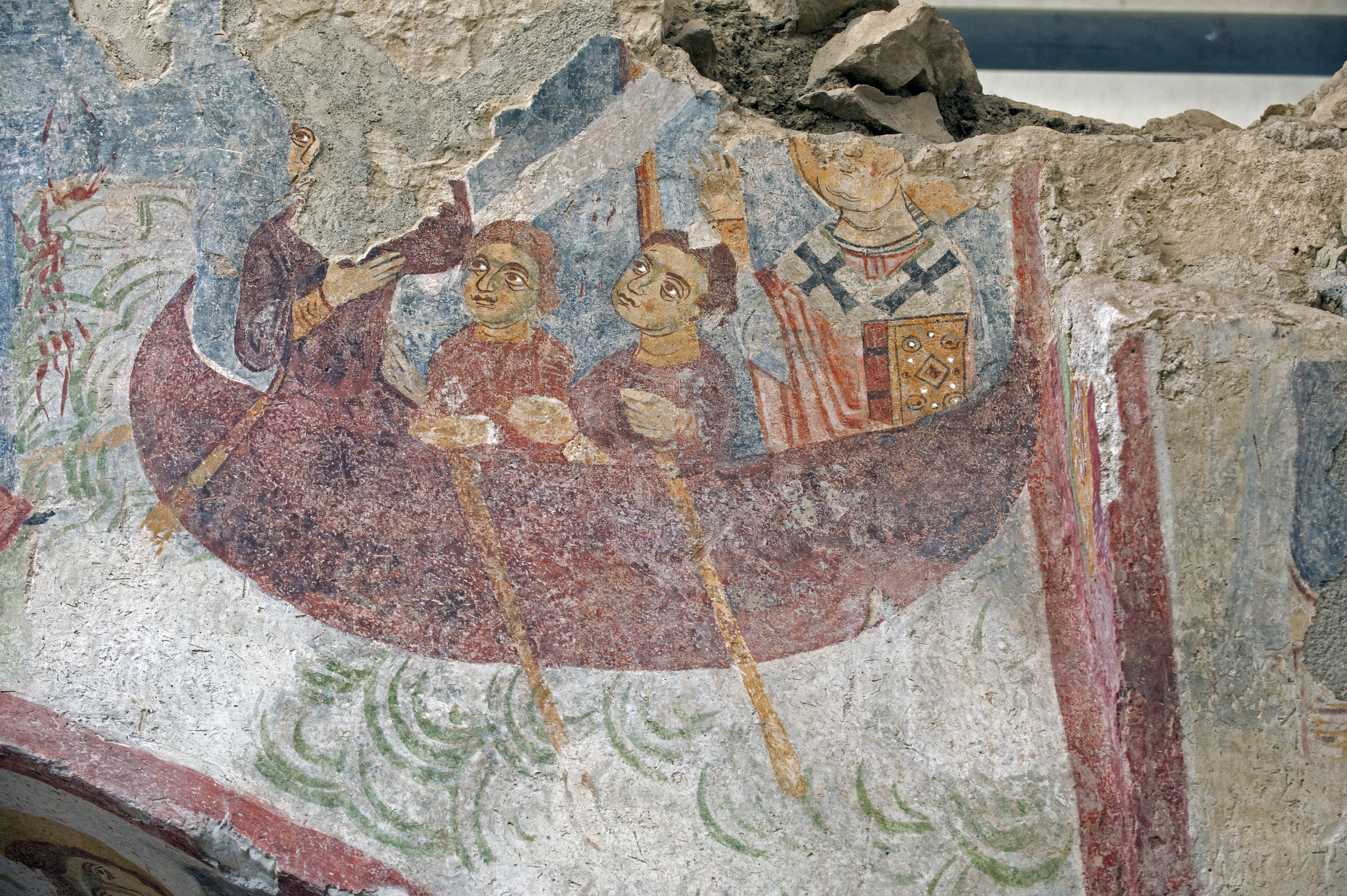
Fresque de saint Nicolas
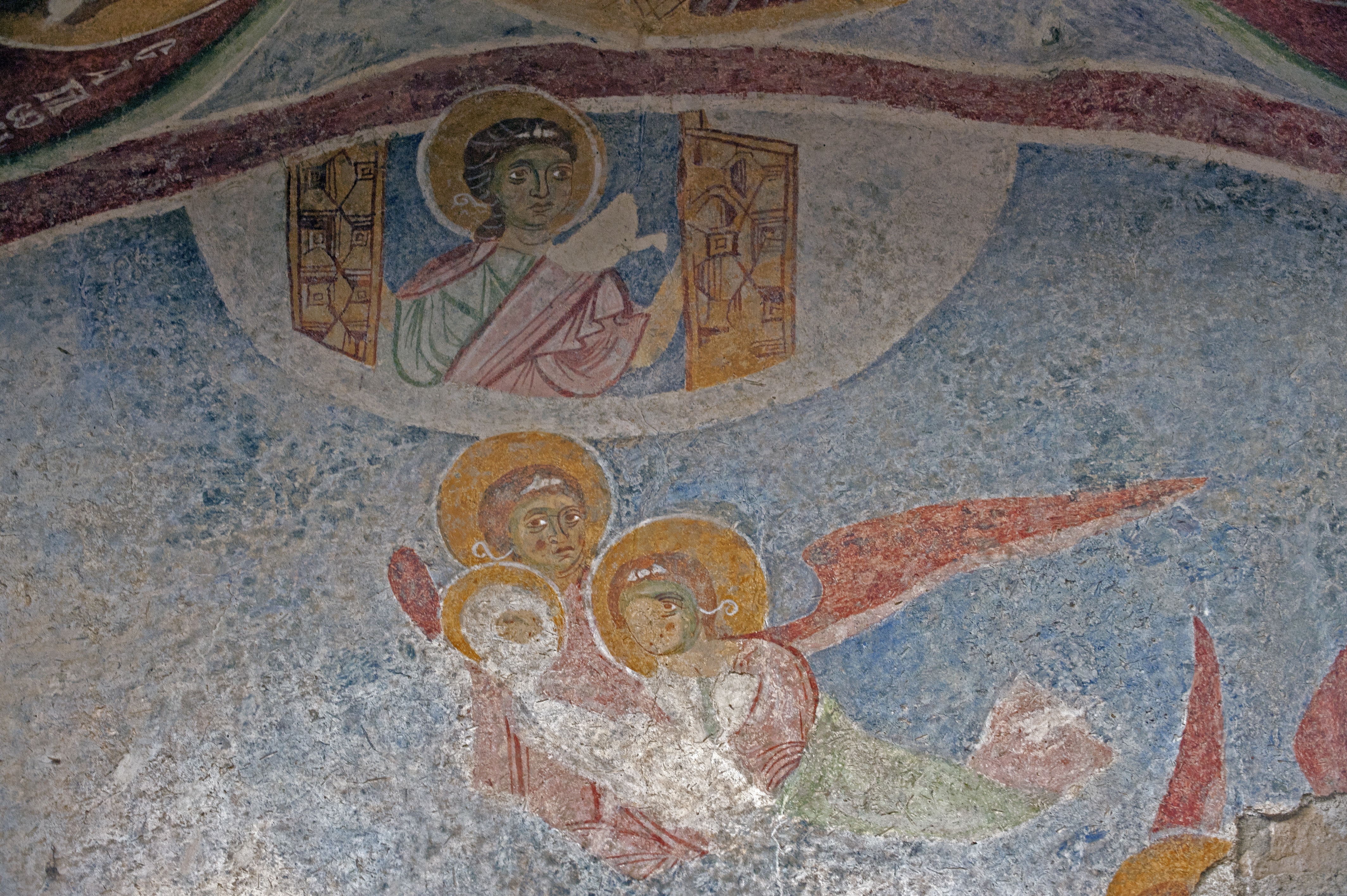
Fresque de saint Nicolas
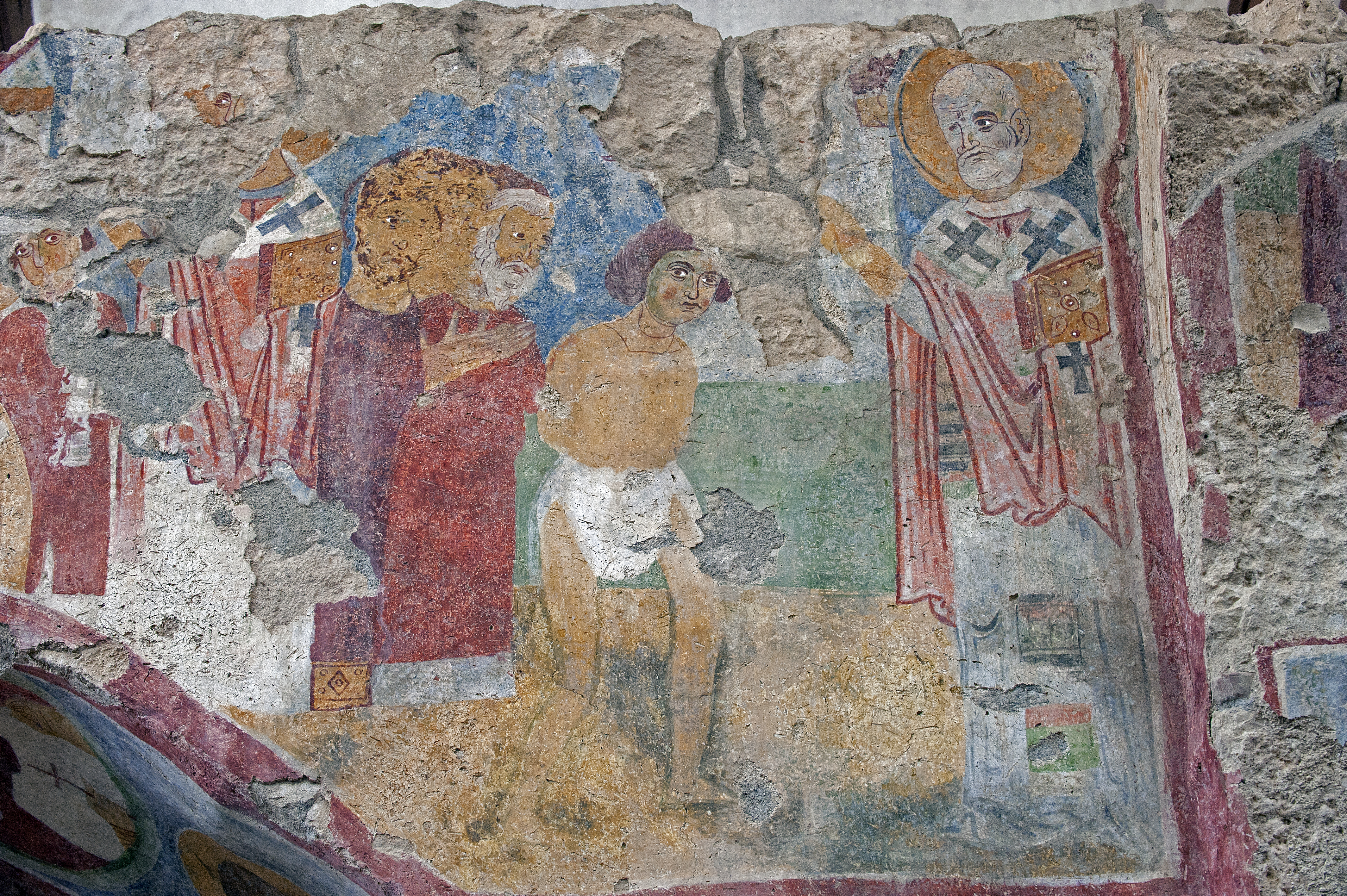
Fresque de saint Nicolas
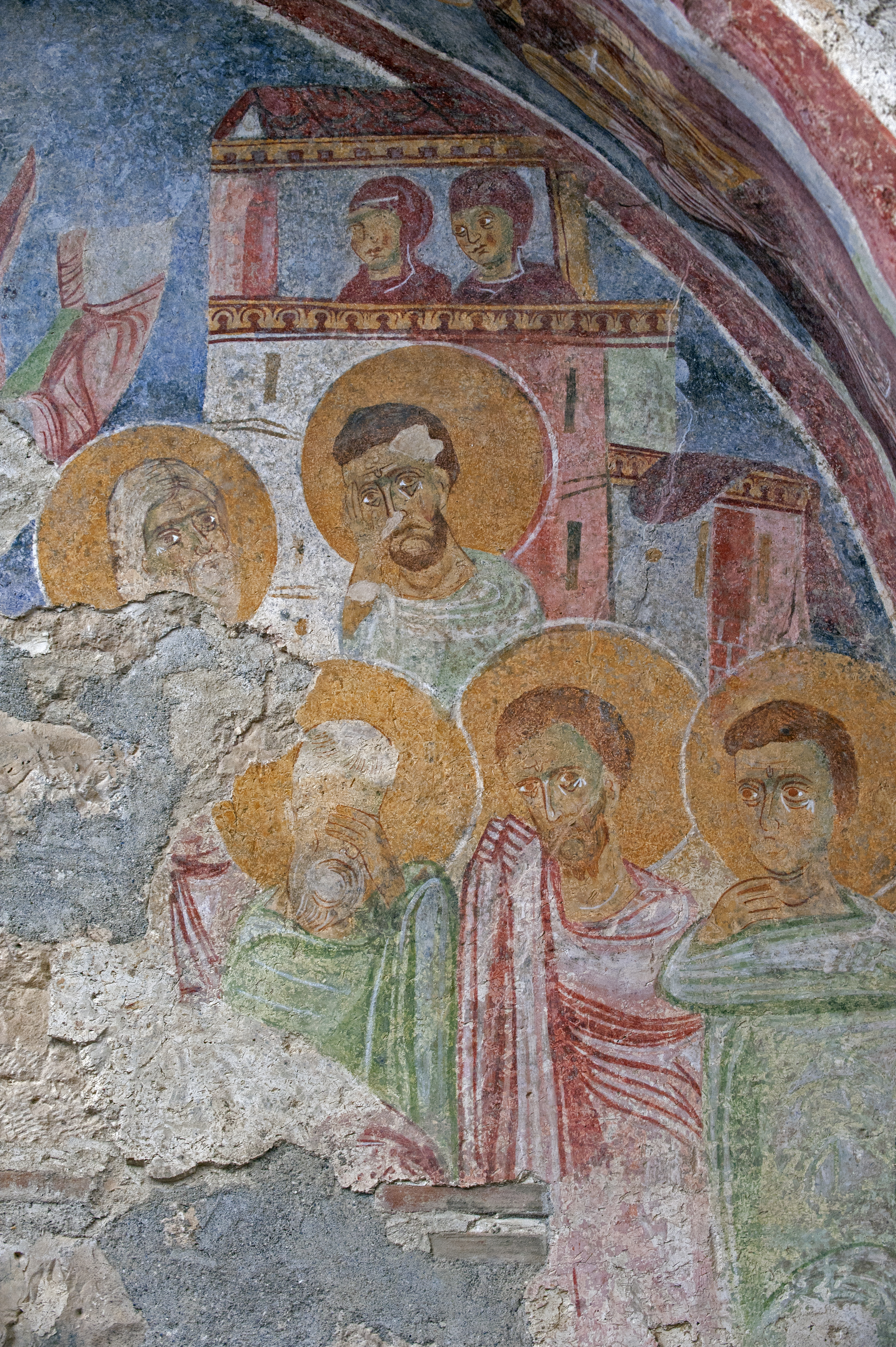
Fresque de saint Nicolas
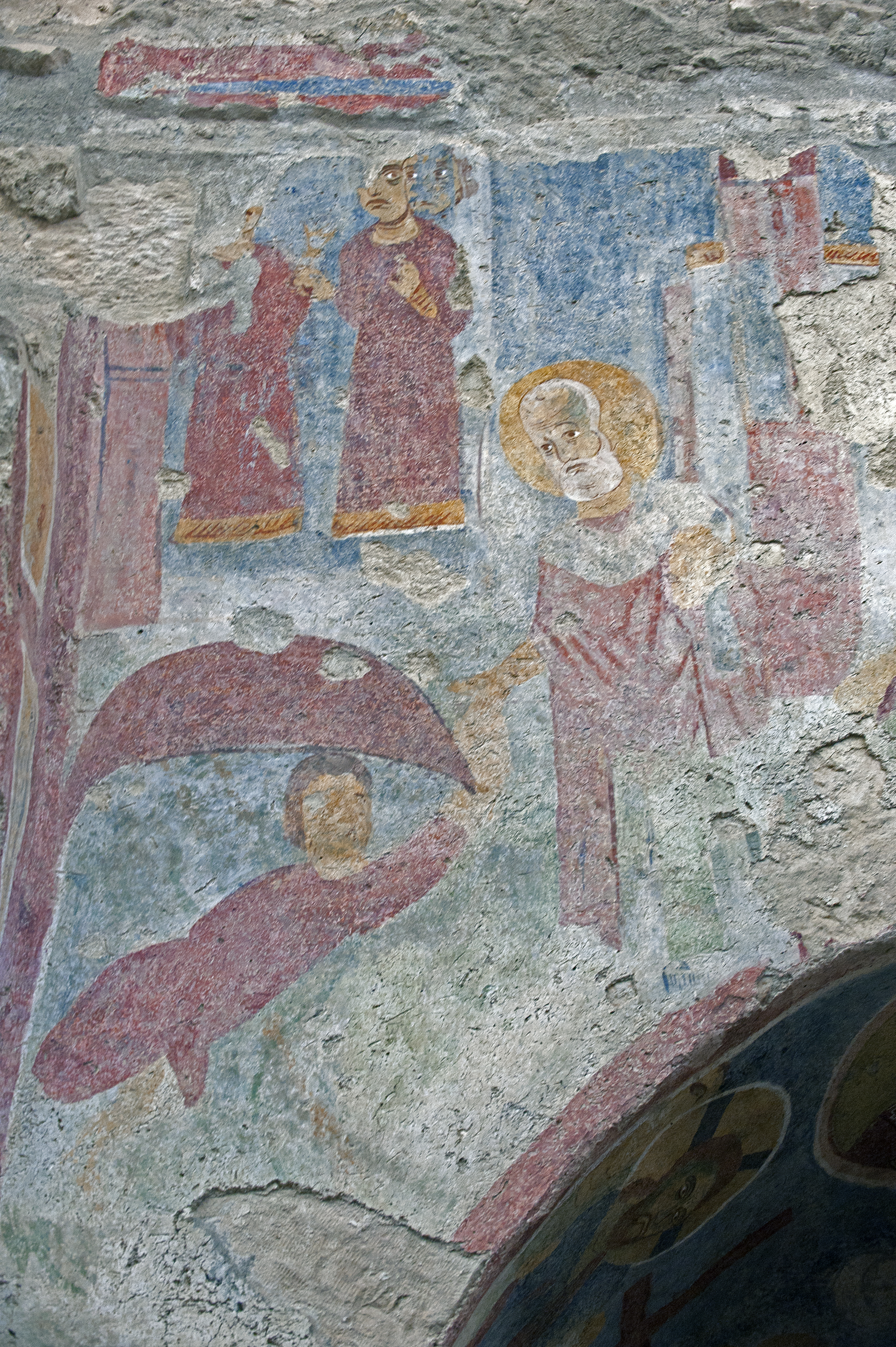
Fresque de saint Nicolas
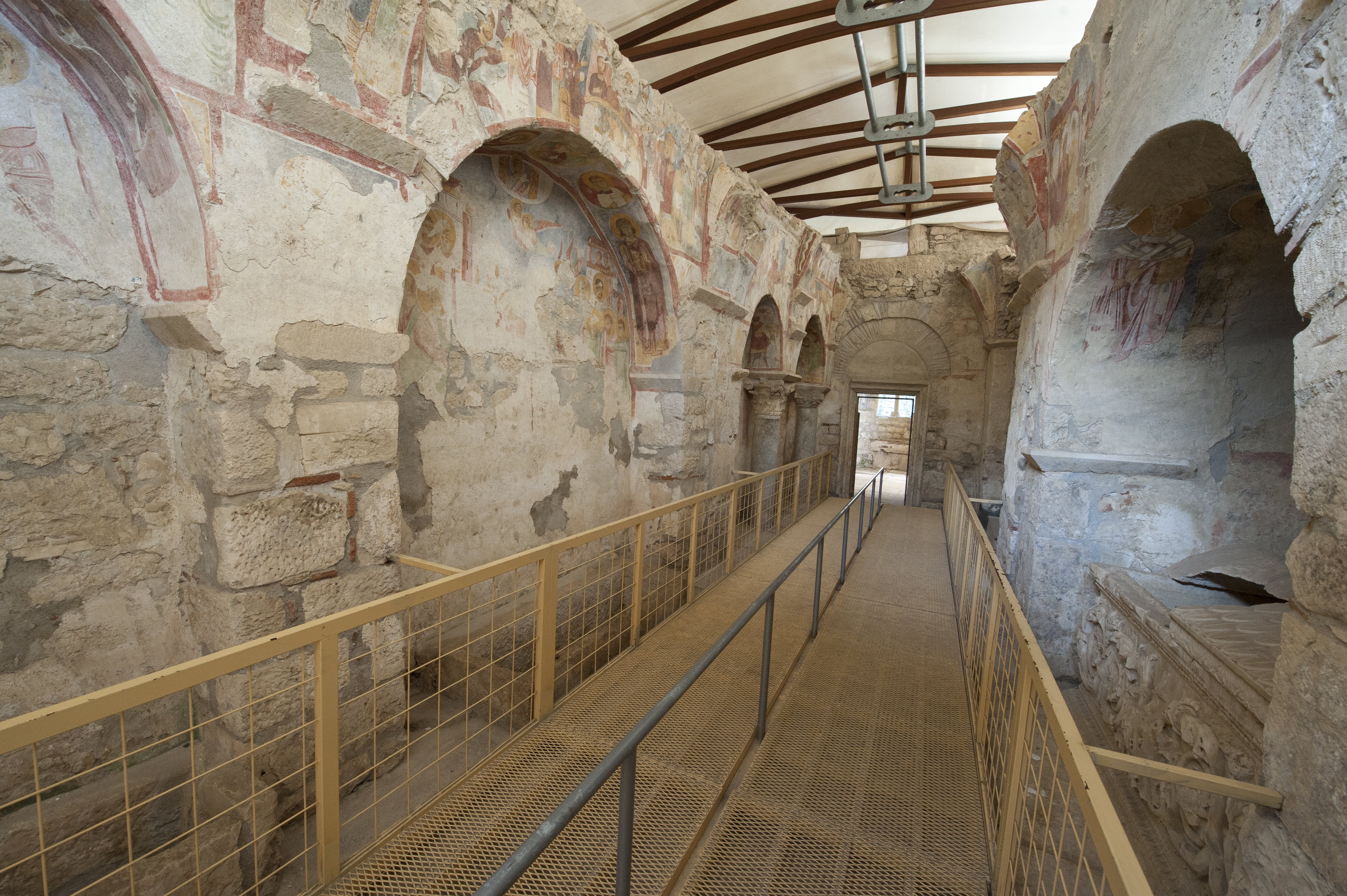
Couloir de l'église avec fresque de saint Nicolas
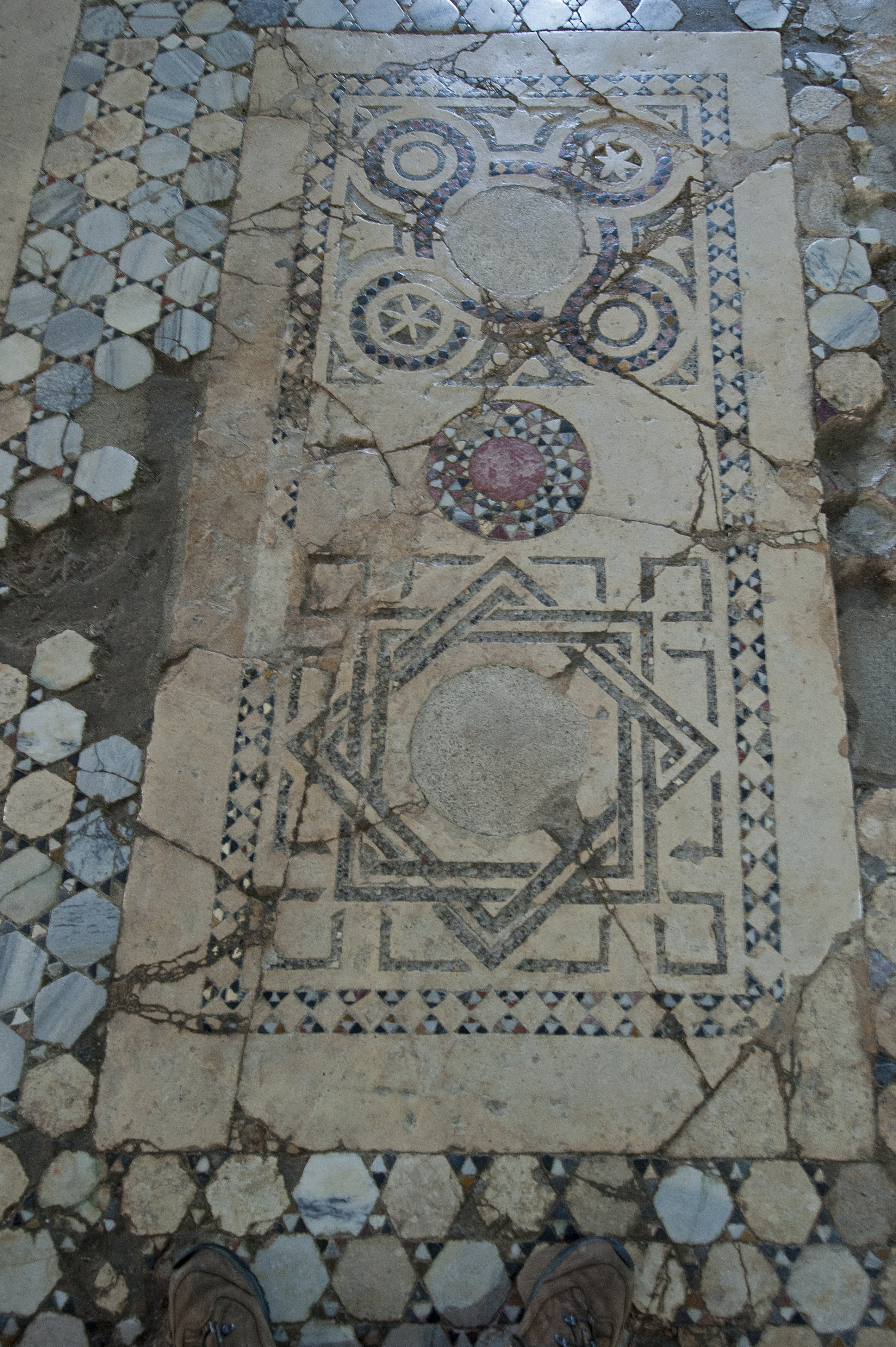
Opus sectile dans l'église Saint-Nicolas
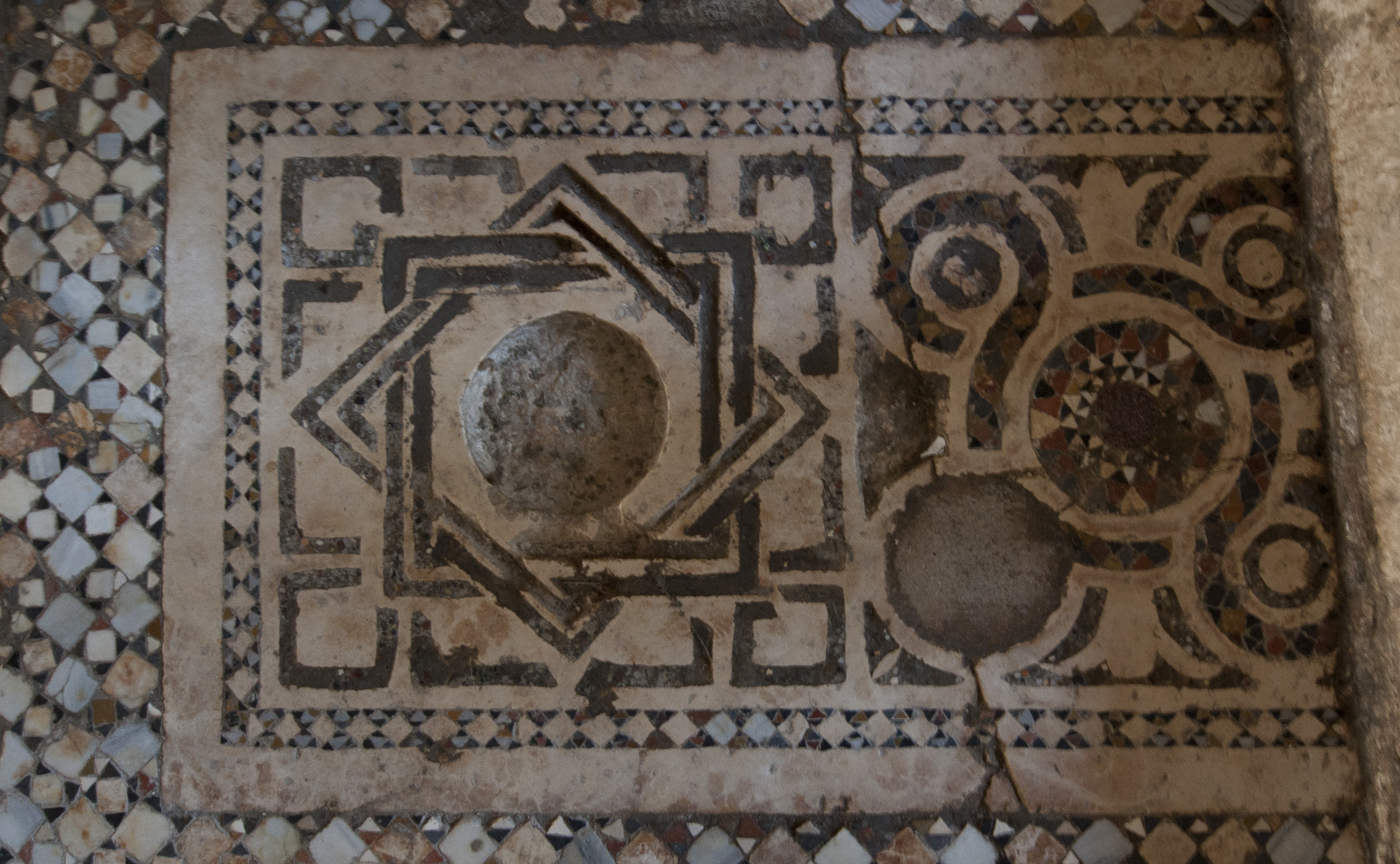
opus sectile
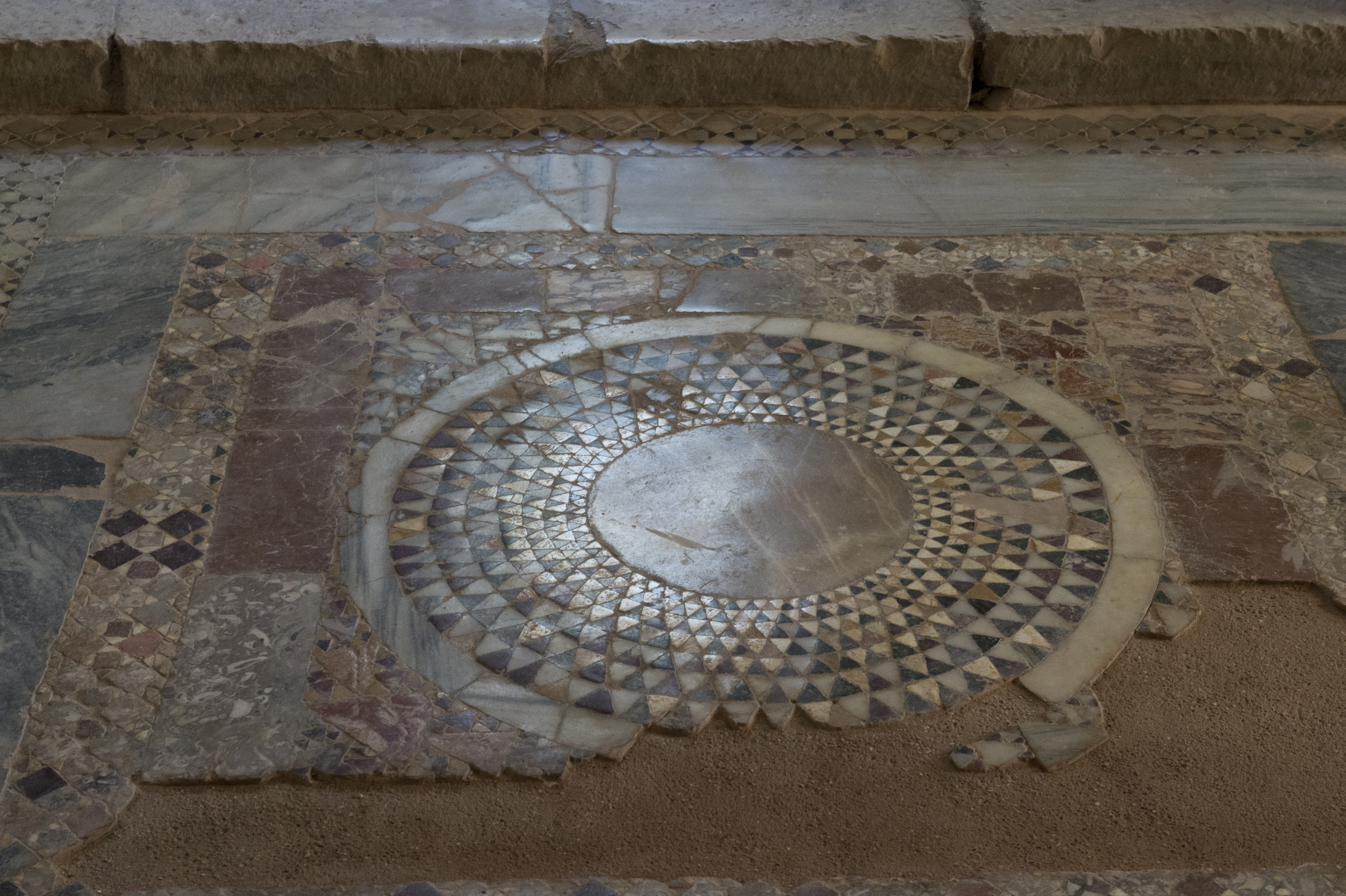
opus sectile

## Fouilles archéologiques
Des fouilles archéologiques débutent dans l'église en 1988 sous la direction du professeur Yıldız Ötüken de l'université Hacettepe d'Ankara. Elles ont permis de mettre au jour une partie de la partie nord du complexe monastique, ainsi que les petites chapelles autour de la nef, dont une comprend des fresques aux couleurs vives relatant la vie et les miracles de saint Nicolas et un sarcophage profané qui pourrait être le lieu d'inhumation originel de saint Nicolas avant la translation supposée de ses ossements vers la basilique Saint-Nicolas de Bari par des pirates italiens en 1087,.
Le 13 octobre 2022, les archéologues annoncent la découverte du tombeau de saint Nicolas. Le sarcophage vide comportant des inscriptions en grec se trouve dans la première église recouverte par l'édifice actuel, dans une niche latérale. Le sol originel qu'aurait foulé le saint ainsi qu'une fresque ornant une coupole et représentant Jésus tenant une Bible ont également été mis au jour.

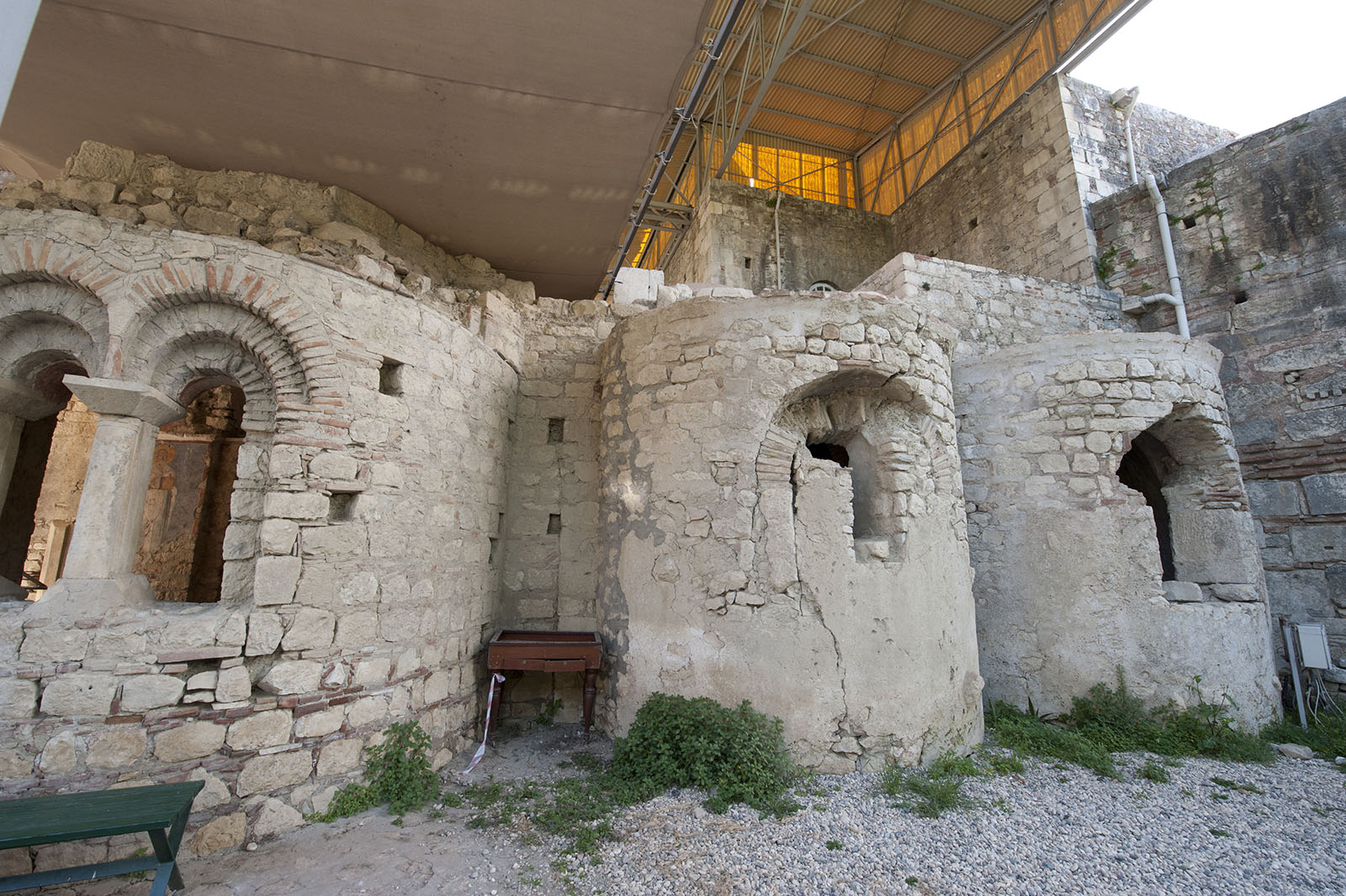
Vue extérieure de l'église
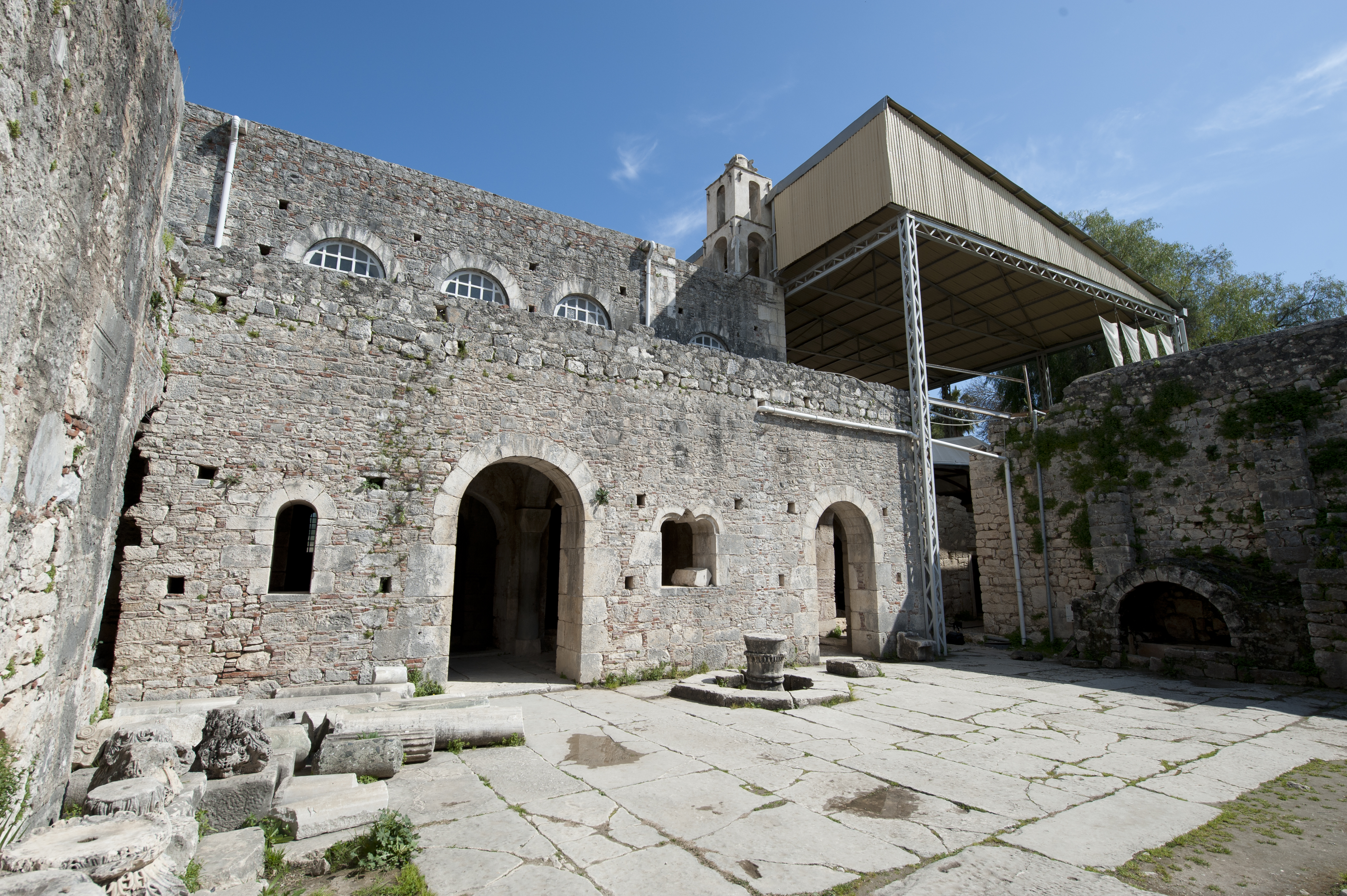
L'église vue de la cour
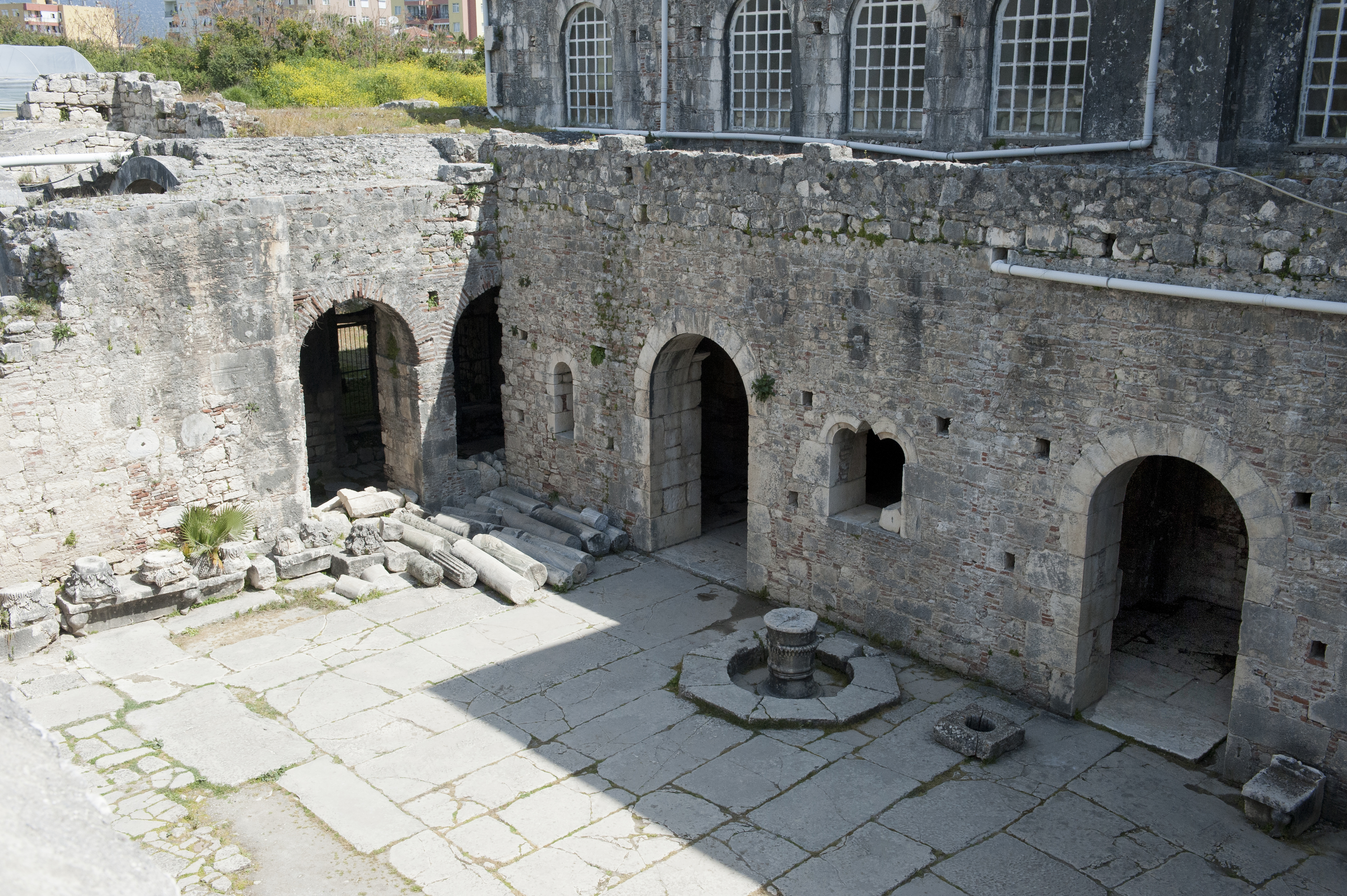
L'église vue de la cour
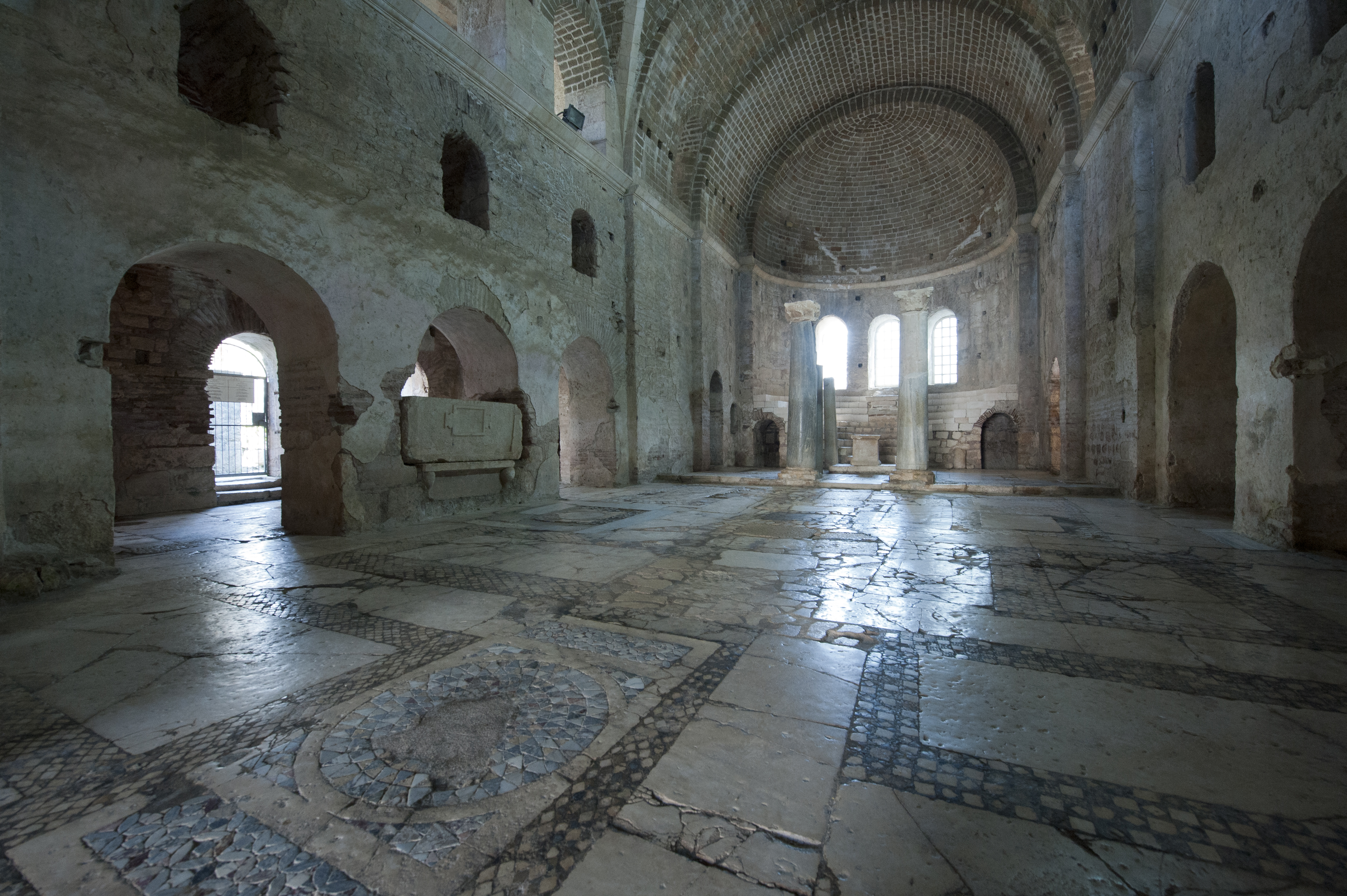
La nef vers le chœur, avec un sarcophage dans une arcade du mur latéral.
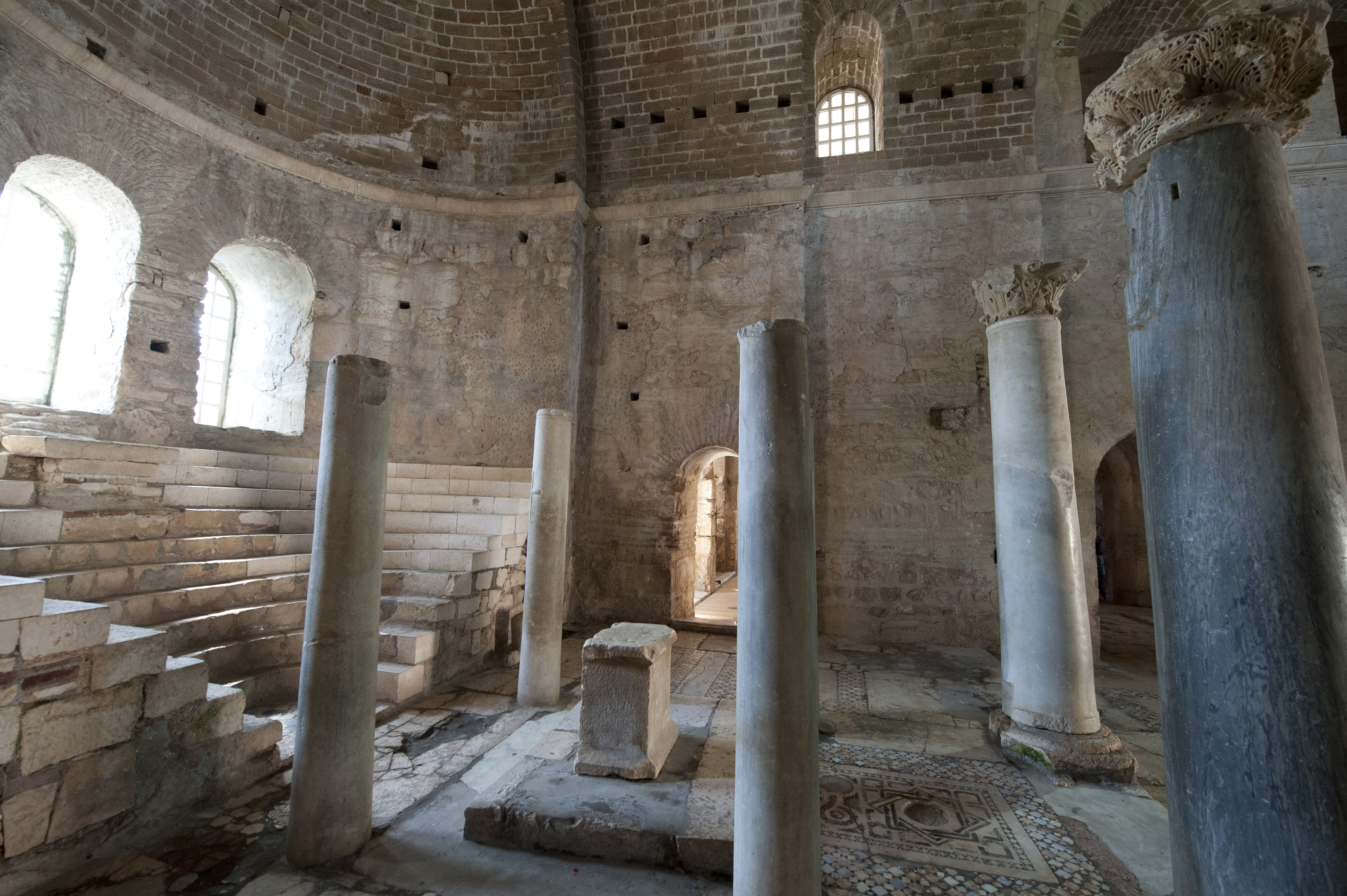
Le chœur de l'église
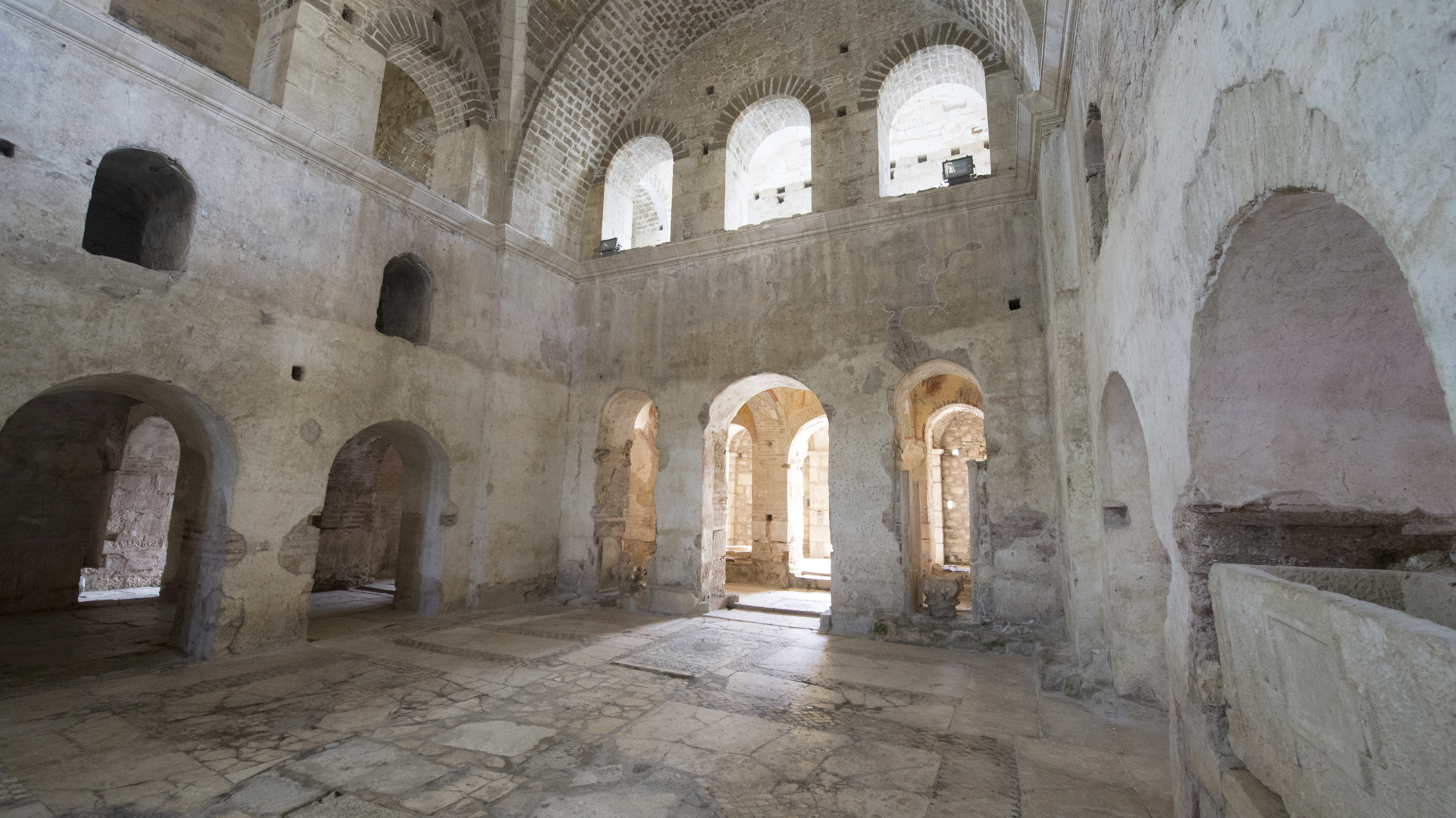
Vue de l'église depuis le chœur

## Célébrations
Une célébration œcuménique se tient chaque année en l'église Saint-Nicolas pour la fête de Saint-Nicolas le 6 décembre : la Divine Liturgie orthodoxe grecque y est célébrée par le métropolite de Myre, suivie de célébrations catholiques et protestantes.